# Sindrome di Pallister-Killian
La sindrome di Pallister-Killian è una sindrome genetica molto rara causata da una tetrasomia in mosaico 12p causata dalla presenza di un isocromosoma 12p.
Si ha quindi cariotipo 46,XX o XY / 47,XX o XY + i(12p).
La popolazione cellulare che esprime l'anomalia genomica è relegata alla cute e alle cellule ematopoietiche. La diagnosi deve essere quindi effettuata tramite analisi cromosomica su fibroblasti ottenuti tramite biopsia cutanea.

## Quadro clinico
La sindrome di Pallister-Killian è caratterizzata soprattutto da un particolare aspetto facciale: fronte alta, capelli radi, occhi piccoli con epicanto e pieghe periorbitarie, il naso ha la radice infossata e le narici antiverse, la bocca è grande con macroglossia, il labbro inferiore è sporgente, e la mandibola prominente.
Alla sindrome è inoltre associato ritardo psicomotorio di intensità variabile.